# Quintus Cloelius Siculus (consul en -498)
Pour les articles homonymes, voir Cloelius Siculus.
Quintus Cloelius Siculus est un homme politique romain du début du Ve siècle av. J.-C.

## Famille
La gens à laquelle il appartient, les Cloelii, serait originaire d'Albe-la-Longue et serait arrivée à Rome sous le règne du roi Tullus Hostilius. Il est le premier membre de sa famille à atteindre le consulat.

## Biographie
En 498 av. J.-C., il est élu consul avec Titus Larcius Flavus, consul pour la deuxième fois et ancien dictateur.